# くまもと成城病院
くまもと成城病院（くまもとせいじょうびょういん）は、熊本県熊本市北区室園町にある医療法人山部会が運営する民間病院。
2017年11月1日に「竜山内科リハビリテーション病院」から改名した。

## 概要
- 1976年（昭和51年）に開設。
- 理事長は山部英則、総院長は本田喬
- 病床数は133床
- （一般32床(地域包括病床:20)、回復期24床、障害者施設等一般52床、　　　　　　　　　医療療養25床）
- デイケアや訪問看護、訪問リハビリなどの在宅サービスを行っている。
- 関連施設：住宅型有料老人ホーム『ヒルズ成城 本館/南館』『ヒルズ成城遊水公園』 、グループホーム『響き』、介護付き有料老人ホーム『メディケアホームヒルズ成城α室園』、介護医療院23床

## 診療科
- 内科
- リハビリテーション科
- 放射線科
- 神経内科
- 呼吸器科
- 消化器内科
- 循環器内科
- 歯科

## 所在地
熊本県熊本市北区室園町10-17

## アクセス
- 熊本電鉄菊池線・藤崎線 北熊本駅
- 熊本電鉄バス（北1・北2・北3系統）「西室園」バス停下車
- 熊本電鉄バス（北4・北5・北9系統）「電鉄本社前」バス停下車